# ヨハネス・ヴェルナー

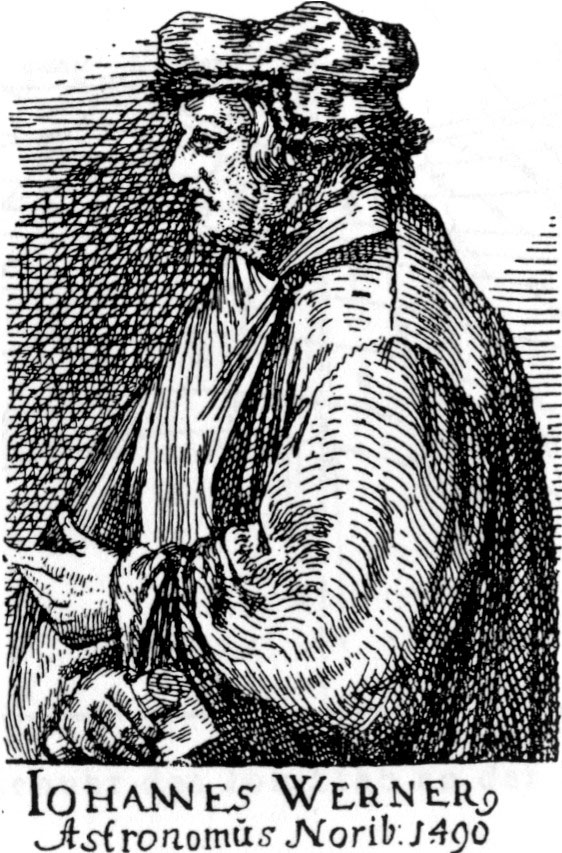
ヨハネス・ヴェルナー

ヨハネス・ヴェルナー（Johannes Werner、1468年2月14日 – 1522年5月）は、15世紀生まれのドイツの神父、数学者、地理学者である。地図の図法、ヴェルナー図法（ウェルナー図法、スタブ・ヴェルナー図法とも呼ばれる）で知られる。
ニュルンベルクの教区司祭を務めた。ヴェルナー図法は、協力者のヨハネス・スタビウスとともに開発され、1514年のヴェルナーの著書 Nova translatio primi libri geographiaae C. Ptolemaeiで紹介された。ただし同じ投影法の地図を1507年にマルティン・ヴァルトゼーミュラーが出版しているためヴァルトゼーミュラー図法とも呼ばれる。この図法は16世紀から17世紀の地図に用いられたが、後にボンヌ図法が現れると使用されなくなった。